# Broughton (Flintshire)
Broughton (wal. Brychdyn) – miasto w północno-wschodniej Walii, we Flintshire. Leży 9 km na zachód od angielskiego miasta Chester. W 2011 roku miasto liczyło 5791 mieszkańców.
Broughton jest jednym z zakładów produkcyjnych Airbusa w Wielkiej Brytanii i posiada regionalne lotnisko Hawarden, które jest bezpośrednio powiązane z zakładem Airbus.